# Reguard
Reguard és un poble del terme municipal de Senterada, a la comarca del Pallars Jussà. Està situat uns 2,5 km al sud-sud-est en línia recta del cap de municipi, a llevant de la carretera N-260 i del Flamisell. El poble de Lluçà és molt a prop i al nord de Reguard.

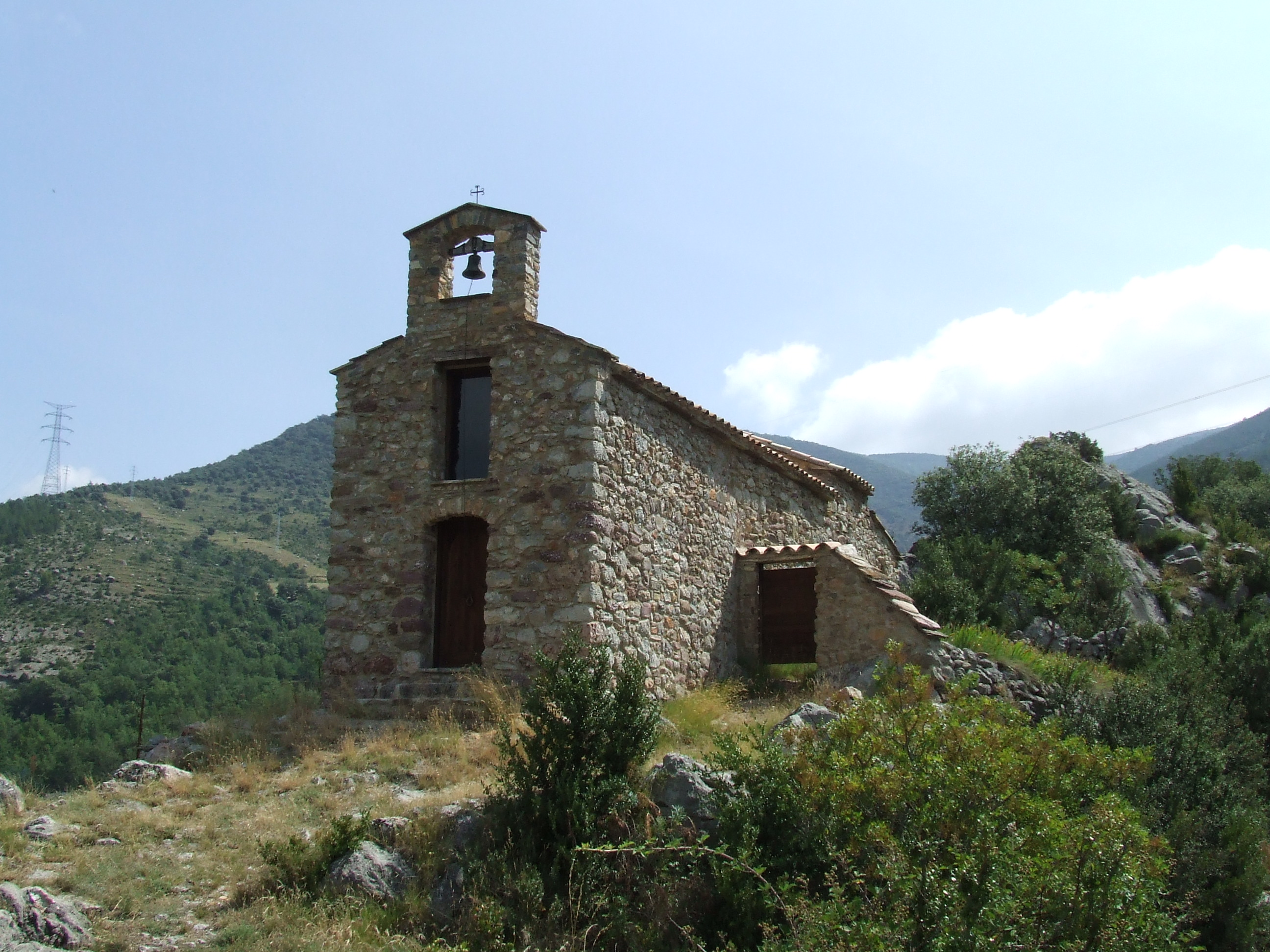
Sant Feliu de Reguard

S'hi accedeix per una pista asfaltada que hi mena directament des de la carretera esmentada, que comença aproximadament en el punt quilomètric 316,5, i arrenca cap al nord-est per pujar fins a Lluçà en poc més d'un quilòmetre. Just quan la pista de Lluçà trenca cap al nord, comença una altra pista cap al sud-est, que segueix el barranc de Sant Joan, el travessa i després comença a enfilar-se cap al sud-est, per arribar, fent força revolts, al poble de Reguard en 1,5 km. Està tot ben indicat.

## Etimologia
Segons Joan Coromines, dues són les hipòtesis per explicar el topònim Reguard. D'una banda, podria tractar-se d'un origen germànic, a partir d'un nom propi del tipus Reguhard, Hrodward, Ricward o Redward. Podria haver estat, a l'alta edat mitjana, el nom del senyor del lloc. D'altra banda, podria venir del català antic reguard (perill militar o exposició a un atac). Malgrat que la segona podria semblar a primera vista la més acceptable, Coromines no es defineix ben bé per cap de les dues.

## Història
El poble havia pertangut a la Varvassoria de Toralla. En el Fogatge del 1553 hi consta un sol foc (uns 5 habitants).
L'església de Reguard està dedicada a sant Feliu, i és sufragània de Santa Maria de Gràcia de Senterada.
El 1812, Reguard constituí el seu ajuntament, a partir de les disposicions emanades de la Constitució de Cadis. Tanmateix, no el pogué mantenir més enllà del febrer del 1847 a causa de les noves lleis municipals que fixaren en 30 el nombre mínim de veïns (caps de família contribuents i electors) per a poder tenir ajuntament propi. Reguard s'agregà en aquell moment a Senterada.
El 1831, el senyoriu de Reguard era en mans de N. Berenguer. El poble tenia en aquell moment 20 habitants.

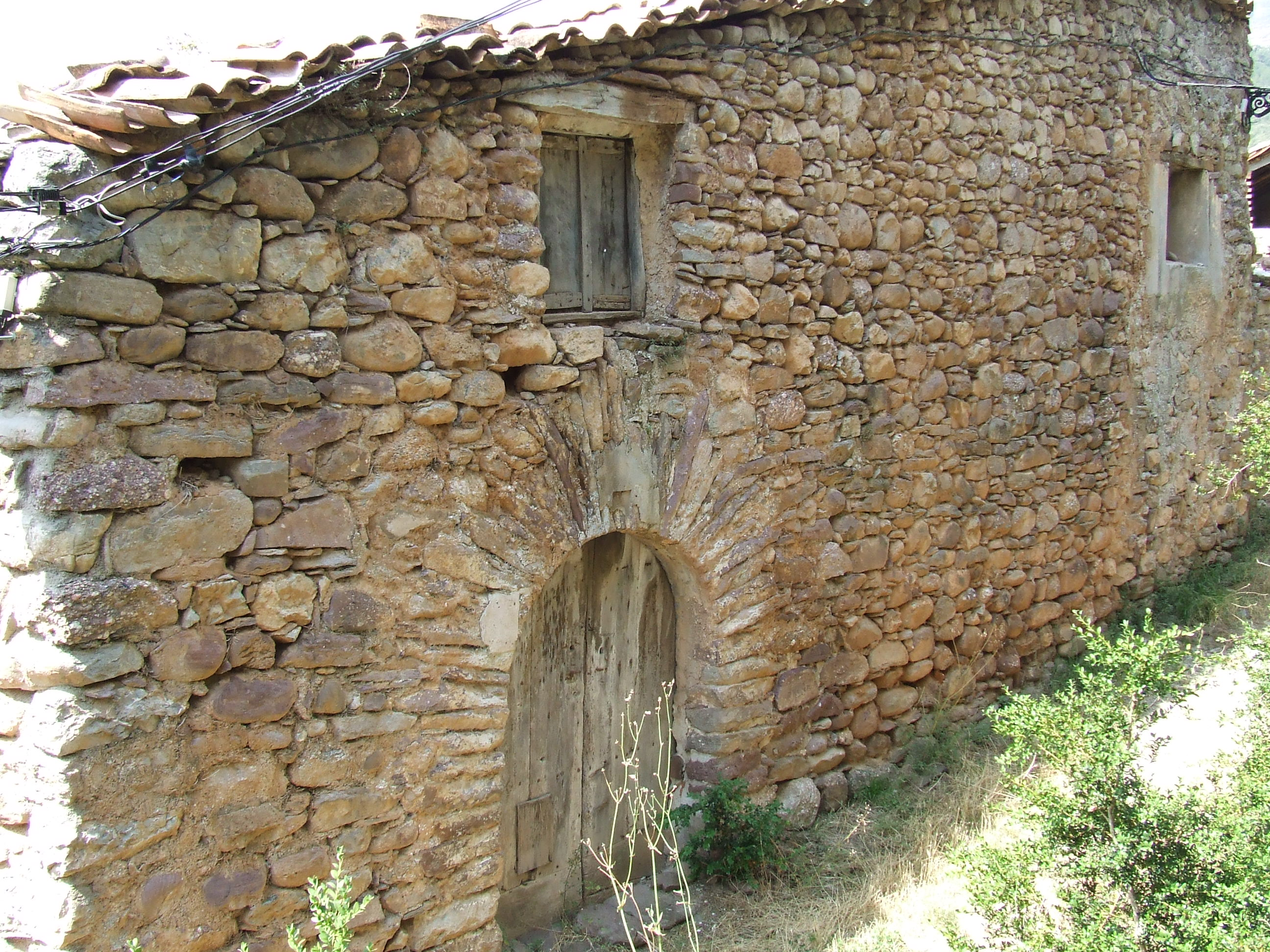
Una casa del poble, ara en ruïnes

Pascual Madoz parla de Reguart en el seu Diccionario geográfico... del 1845. Hi diu que el poble és en un tossal arrecerat a llevant per una muntanya més alta que el protegeix dels vents d'aquell costat. Té un clima sa. Formaven el poble 7 cases, amb una font ran d'una d'elles. Hi passa el barranc de Monsó, que serveix per a regar prats. El territori del poble és muntanyós, trencat i fluix, i s'hi cull llenya d'esbarzers i arbusts. S'hi cull ordi, civada, espelta, vi, oli, patates, mongetes i altres llegums. S'hi criaven ovelles i cabres, i hi ha caça de perdius i conills, i pesca de barbs i truites. Eren 4 veïns (caps de família) i 30 ànimes (habitants).
Vers el 1900, Ceferí Rocafort situa a Reguard 19 edificis, amb 39 habitants.
Reguard tenia el 1981 6 habitants, i el 2005, 5.
A Reguard hi ha el dolmen de la Cabana del Moro. És a 1,7 km del poble en línia recta, en direcció est-sud-est, al Serrat de Moró. Situat a 1.263,8 m. alt., es troba a 42° 17′ 47.60″ N, 0° 57′ 39.99″ E / 42.2965556°N,0.9611083°E.